# Lee Jay Thompson
Lee Jay »Kix« Thompson, britanski glasbenik, član skupine Madness, * 5. oktober 1957, London.
Thompson je bil leta 1976 eden od ustanovnih članov bitanske pop-ska glasbene skupine Madness, za katero je napisal tudi več besedil za številne njihove hite. Po razpadu skupine Madness, v letu 1986 je s pevcem Grahamom McPhersonom, Chrisom Formanom in Carlom Smythom ustanovil novo skupino, imenovano The Madness. Skupina je v letu 1988 izdala istoimenski album, nato pa je razpadla.
Thompson je po razpadu skupaj s Formanom sestavil duet, v katerem je bil pevec, Forman pa je igral na različne inštrumente. Duet se je imenoval Crunch, izdal pa je en studijski album.
Leta 1992 se je skupina Madness spet sestavila, z njo pa Kix igra še danes.
1. ↑  Discogs — 2000.